# Beatus Rhenanus
Beatus Rhenanus (ursprünglich Beat Bild oder Beat Rhinower; * 22. August 1485 in Schlettstadt (heute: Sélestat); † 20. Juli 1547 in Straßburg) war ein elsässischer Humanist und Philologe der Schlettstädter Schule.

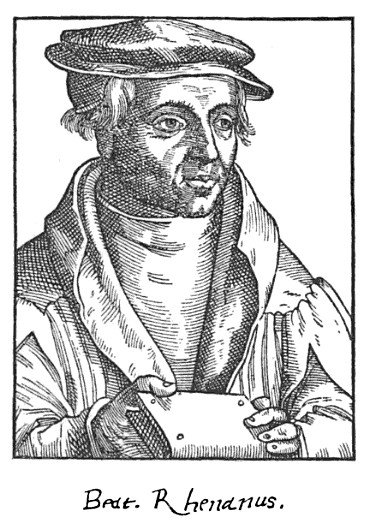
Beatus Rhenanus

## Herkunft
Die Familie von Beatus Rhenanus stammte aus Rheinau im Unterelsass (daher sein nach Humanistenmanier später latinisierter Name). Sein Vater, Anton „Rhinower“, war Metzger, seine Mutter hieß Barbara, geborene Kegel. Die Familie war wohlhabend, der Vater gehörte dem Magistrat von Schlettstadt an. Bereits im Alter von zwei Jahren verlor Beat seine Mutter, die an „Schwindsucht“ starb.

## Ausbildung

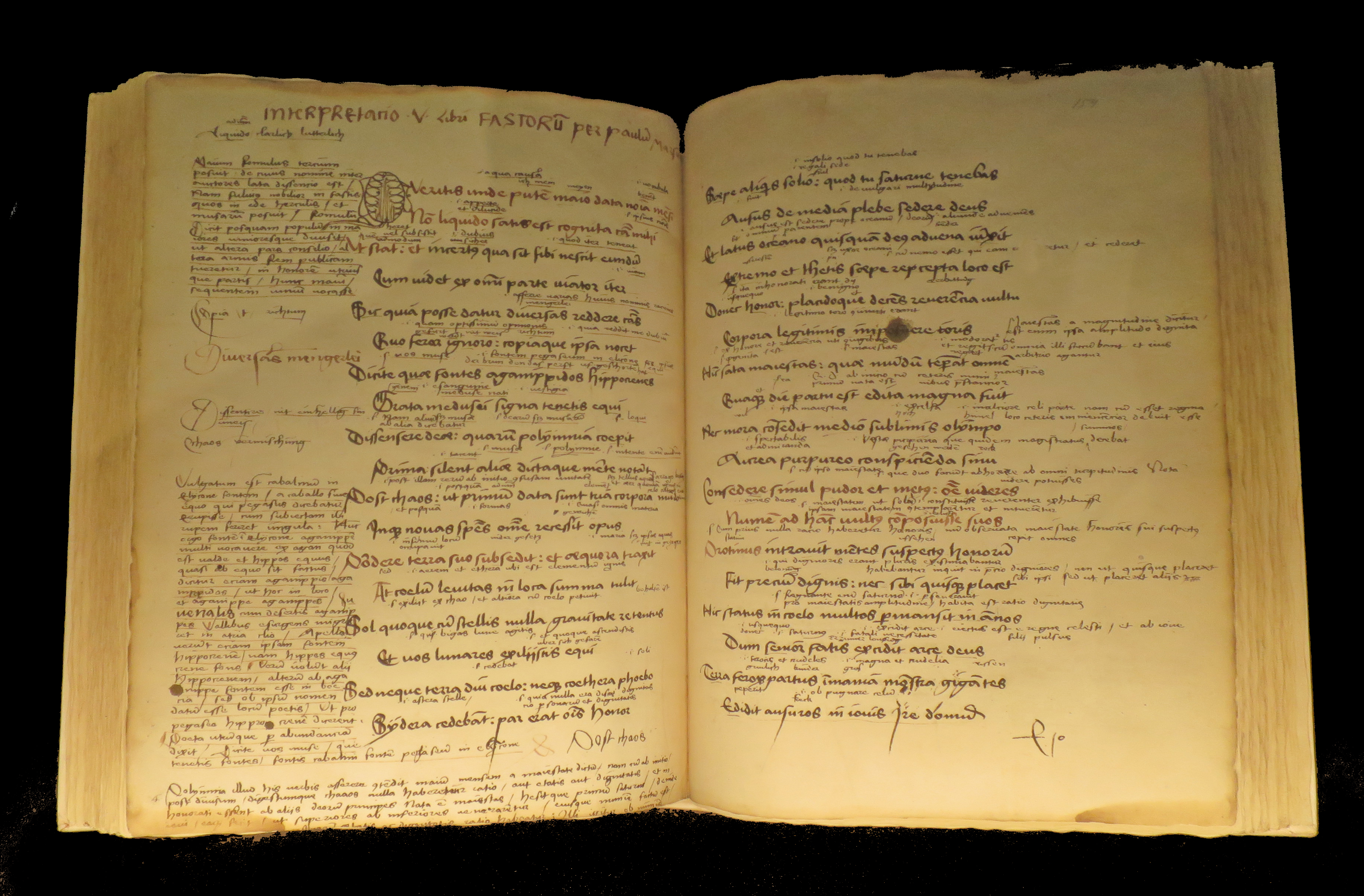
Schulheft von Beatus Rhenanus

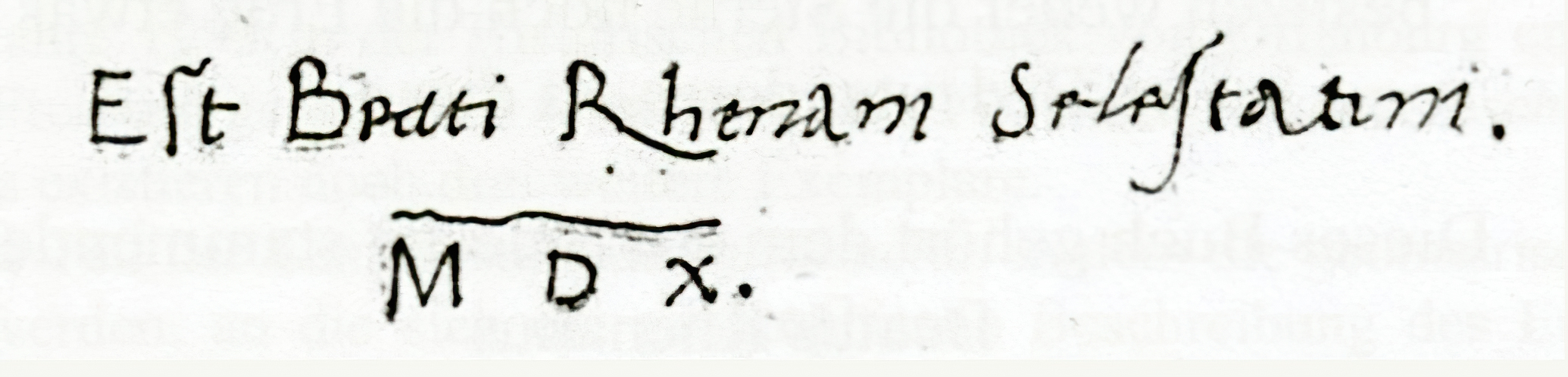
Exlibris des Beatus Rhenanus in seinem Exemplar der Cosmographiae Introductio: Est Beati Rhenani Selestatini. MDX

Ab dem Alter von sechs Jahren besuchte er die damals berühmte Lateinschule Schlettstadt. Sie war einer modernen Pädagogik verpflichtet, die sich aus der Devotio moderna ableitete und die Schüler an das Studium klassischer lateinischer Texte heranführte. Seine Lehrer waren bis 1501 Kraft Hofmann von Utenheim, anschließend Hieronymus Gebwiler. Bereits in seiner Schulzeit besuchte er die Straßburger Messen und kaufte Bücher, was ihm das Vermögen seines Vaters ermöglichte. Zu Beginn seines Studiums an der Universität besaß er bereits 50 Bücher.
1503 besuchte er zunächst das Collège du Cardinal Lemoine der Sorbonne in Paris. Seine Lehrer waren hier Faustus Andrelinus und Jacobus Faber Stapulensis. Hier traf er Mitstudenten, die dann Teil des umfassenden humanistischen Netzwerkes wurden, das er zeitlebens unterhielt. Dazu zählten der Franzose Charles de Bouelles und der Niederländer Josse van Clichtove. In Paris kaufte er weiter Bücher. In dieser Zeit änderte er seinen Namen auch von „Beat Rhinower“ in „Beatus Rhenanus“.
Bereits in Paris begann er eine Buchdruckerlehre, die er in Straßburg fortsetzte. In Straßburg wurde er 1507 Korrektor in der neu gegründeten Verlags-Druckerei von Matthias Schürer, der ebenfalls die Lateinschule in Schlettstadt besucht hatte. 13 Bücher aus der Werkstatt von Schürer sind mit Widmungen durch Beatus Rhenanus versehen. Hier veröffentlichte er ab 1510 auch eigene Werke. Ebenfalls 1507 erwarb er die Cosmographiae Introductio von Matthias Ringmann und Martin Waldseemüller, das erste Buch, in dem der neu entdeckte Erdteil westlich des Atlantiks mit „Amerika“ bezeichnet wurde. Seine Bibliothek war 1510 auf 253 Bücher angewachsen.

## Wissenschaft

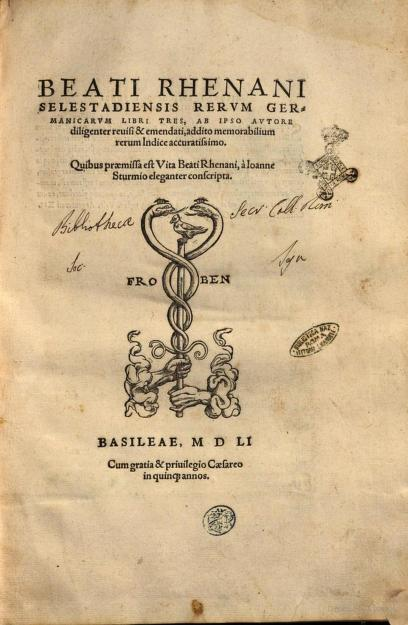
Titel der Libri tres institutionum rerum Germanicarum

In Straßburg und später in Schlettstadt gehörte er auch zur örtlichen Sodalitas litteraria, die der ebenfalls aus Schlettstadt stammende Jakob Wimpfeling 1510 gegründet hatte. Dort begegnete er Sebastian Brant und Jakob Sturm. Auch sein Lehrer von der Lateinschule in Schlettstadt, Hieronymus Gebwiler, verkehrte hier.
1511 zog Beatus Rhenanus nach Basel, um dort bei Johannes Cuno seine Kenntnisse des Griechischen zu verbessern. Der arbeitete mit dem Drucker Johann Amerbach zusammen, dessen Söhne Bruno, Basilius (1533–1591) und Bonifacius (1495–1562) mit Beatus Rhenanus zusammen in Paris studiert hatten selbst bekannte Gräzisten waren. Beatus Rhenanus war leitend in der Druckerei von Johann Froben in Basel tätig und gab nun selbst Texte der griechischen und römischen Antike heraus.
Von 1514 bis 1529 lebte Erasmus von Rotterdam in Basel und Beatus Rhenanus hielt engen Kontakt mit dem Humanisten, der Beatus Rhenanus’ Herausgeberschaft der Werke lateinischer Kirchenväter und von Klassikern der Antike förderte. Beatus Rhenanus wiederum leitete über 17 Jahre die Herausgabe der Werke von Erasmus von Rotterdam in den Druckerei-Verlagen Froben und Amerbach. Die Freundschaft hielt bis zum Tod des Erasmus, auch nachdem er 1529 Basel wieder verließ. Nach dessen Tod veröffentlichte Beatus Rhenanus die erste Biografie über ihn und 1538 bis 1540 die Erstausgabe seines Gesamtwerkes in acht Bänden.
Beatus Rhenanus publizierte wichtige antike Quelltexte erstmals im Druck. Dazu gehörte P. Vellei Paterculi historiae Romanae, die „Geschichte Roms“ des Velleius Paterculus, deren einzig erhaltenes Manuskript er in der elsässischen Fürstabtei Murbach gefunden hatte, und Opera Q. Septimii Florentis Tertulliani, dessen Manuskript er im Kloster Hirsau entdeckte. Als Historiker hielt er engen Kontakt mit Konrad Peutinger.
Da sich Basel und Straßburg auf die Seite der Reformation stellten, Beatus Rhenanus aber aus Sorge um die politischen und sozialen Konsequenzen der Reformation römisch-katholisch blieb, lebte er seit 1527 wieder in Schlettstatt, wo er weiter wissenschaftlich arbeitete und seine umfangreiche Bibliothek erweiterte. In dieser Zeit veröffentlichte er 1534 die Annalen von Tacitus. Sein Interesse an historischen Themen führte ihn zu der Erkenntnis, dass historische Quellen auf zeitbedingten Voraussetzungen beruhen. Als einer der ersten beschäftigte er sich auch mit der Ur- und Frühgeschichte Deutschlands und veröffentlichte seine Erkenntnisse 1531 in Libri tres institutionum rerum Germanicarum. Viele seiner Werke wurden auch nach seinem Tod weiter verlegt.

## Nachlass

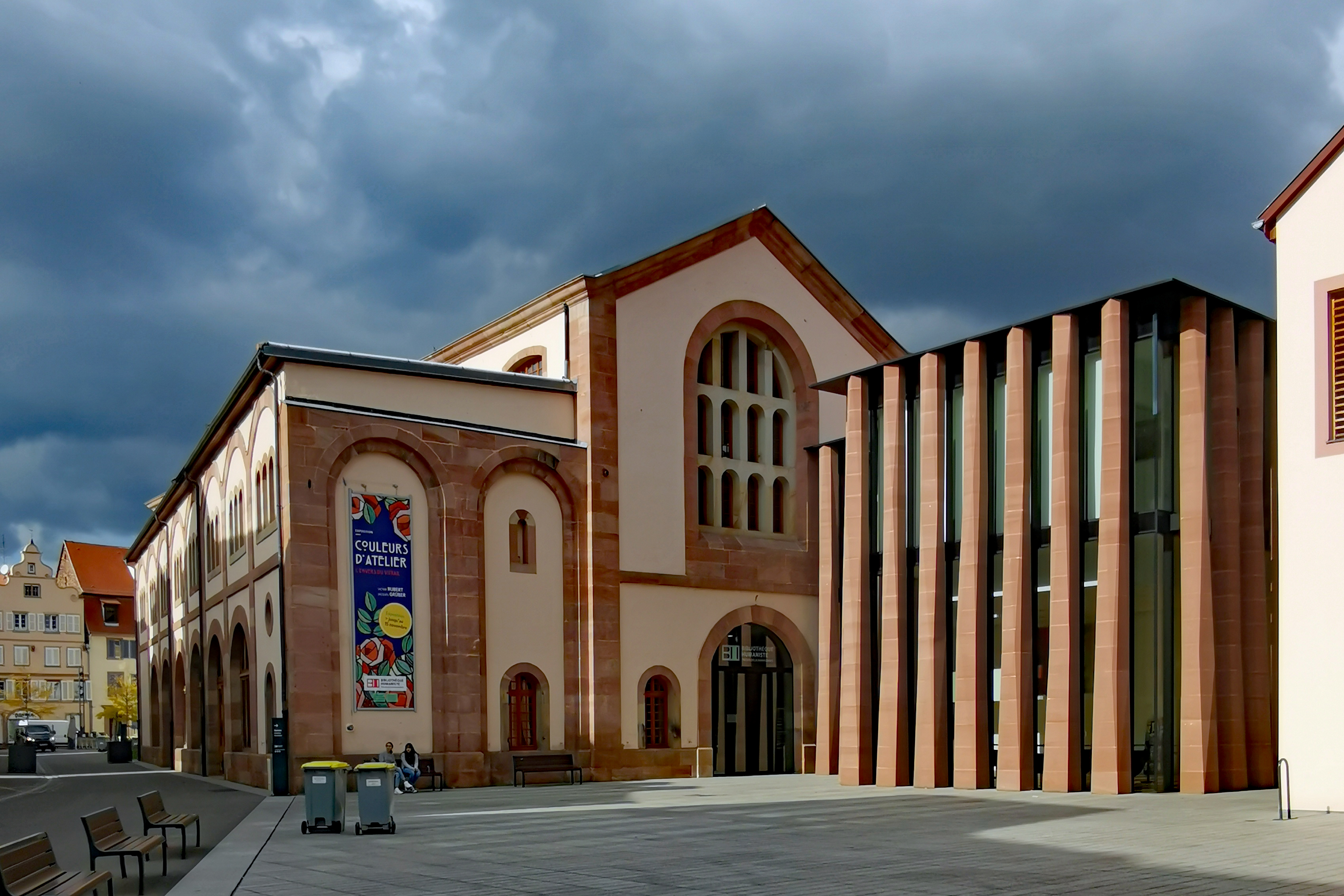
Humanistenbibliothek in Schlettstadt

Seine umfangreiche Bibliothek vermachte er der Lateinschule seiner Vaterstadt. Sie ist erhalten, wird in der Humanistenbibliothek in Schlettstadt aufbewahrt und gehört seit 2011 zum Weltdokumentenerbe der UNESCO.

## Rezeption

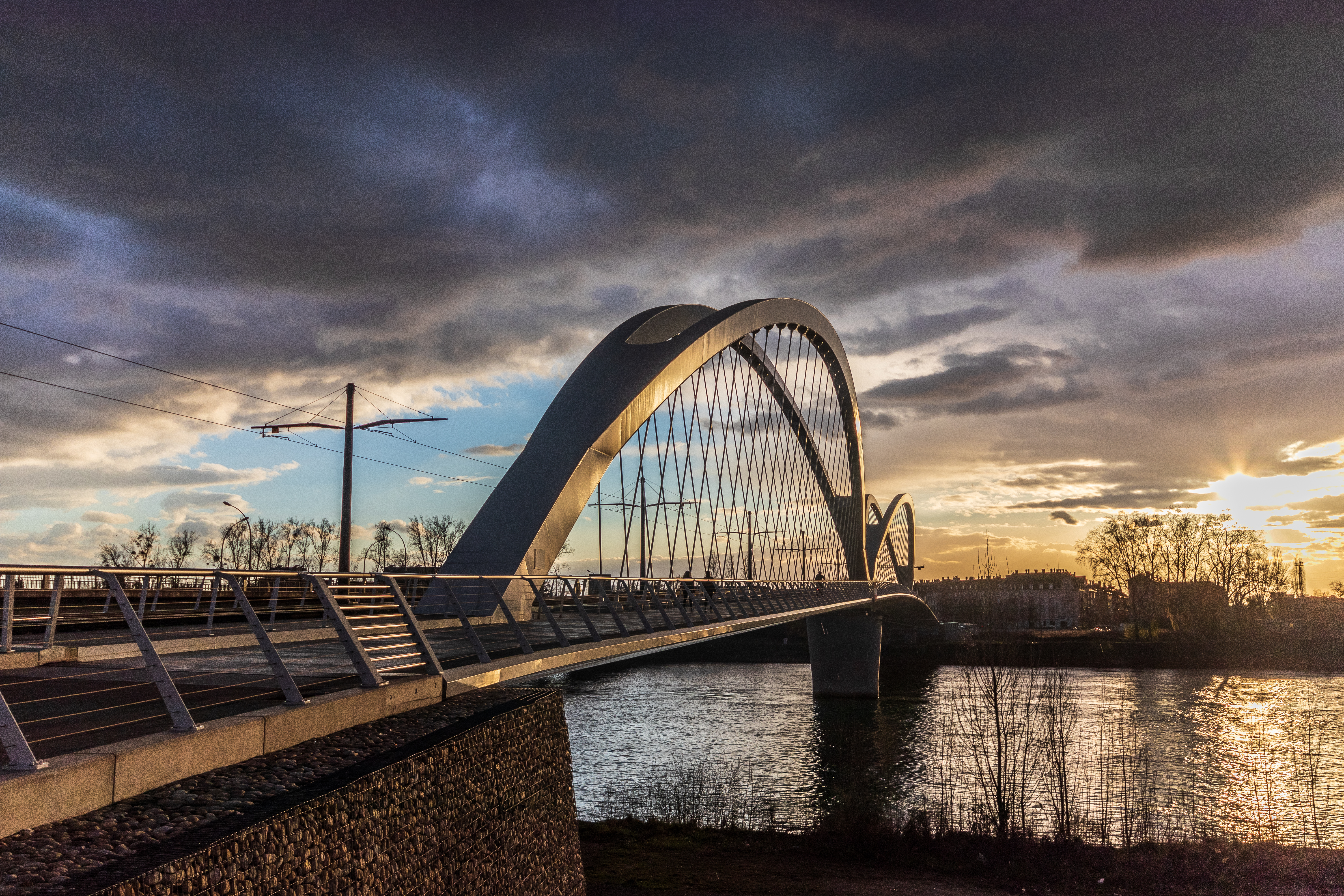
Beatus-Rhenanus-Brücke zwischen Kehl und Straßburg

Der bedeutendste Beatus-Rhenanus-Forscher des 19. Jahrhunderts war der Österreicher Adalbert Horawitz (1840–1888). 
Der deutsche Philologe Theodor Birt wählte gegen Ende des 19. Jahrhunderts den Namen Beatus Rhenanus als Pseudonym.

## Ehrungen
Kaiser Karl V. verlieh Beatus Rhenanus 1523 den Adel.
Die am 28. April 2017 eröffnete Tram-Brücke zwischen Kehl und Straßburg wurde nach ihm benannt.

### Werke und Herausgeberschaften
- P. Favsti Andrelini Foroliuiensis, Poetae & oratoris clarissimi, De virtutibus cum moralibus, tum intellectualibus, Carmen dignissimum. Eiusdem Elegiae quaedam castiores, sanctioresque. Mathias Schürer, Straßburg 1509.[Anm. 2]
- Ioannis Geileri Caesaremontani, primi concionatoris in aede sacrae maioris ecclesiae Argentoratensis vita, Straßburg 1510.
- Seneca: De morte Claudij Caesaris nuper in Germania reptus. Basel 1515.
- Synesius, Basel 1515.[25]
- Kommentar zur Germania des Tacitus, Lyon 1519.[26]
- Curtius Rufus, Basel 1519.[27]
- In hoc volumine continentur: Panegyicus C. Plinii Secundi […] Traiano Augusto dictus, Basel 1520.
- Epigrammata clarissimi dissertissimique viri Thomae Mori Britanni. Ad emendatu exemplar ipsius autoris excusa. Froben, Basel 1520.
- zusammen mit Konrad Pellikan: Opera Q. Septimii Florentis Tertulliani inter Latinos ecclesiae scriptores primi, sine quorum lectione nullum diem intermittebat olim diuus Cyprianus, per Beatum Rhenanum Seletstadiensem è tenebris eruta atque à situ pro uirili uindicata, adiectis singulorum librorum argum?tis & alicubi coniecturis, quibus uetustissimus autor nonnihil illustratur, Basel 1521. Weitere Ausgaben folgten 1528 und 1539.[28]
- P. Vellei Paterculi historiae Romanae duo volumina, ad M. Vinicium cos. progenerum Tiberii Caesaris, per Beatum Rhenanum Seiestadiensem ab interitu utcunque vindicata. Froben, Basel: 1520 [1521].[Anm. 3]
- In Scarabeum scholia. Straßburg 1522.
- Autores historiae ecclesiasticae. Eusebii Pamphili Caesariensis libri IX, Ruffino interprete. Ruffini presbyteri Aquileiensis, libri II, Basel 1523 [1554].
- In C. Plinium. Frobenius, Basel 1526.
- Libri tres institutionum rerum Germanicarum nov-antiquarum, historico-geographicarum, Basel 1531.
- Annalium ab excessu Augusti sicut ipse vocat, sive Historiae Augustae, qui vulgo receptus titulus est, libri sedecim qui supersunt. Partim haud oscitanter perlecti, partim nempe posteriores ad exemplar manuscriptum recogniti magna fide nec minore iudicio. Froben, Basel 1533.
- Cornelius Tacitus exacta cura recogn. et em.Annalen, Venedig 1534.
- zusammen mit: Lucius Annaeus Florus, Sigismundus Gelenius und Henricus Loriti Glareanus: Titi Livii Patavini Latinae historiae principis Decas, Basel 1535.
- Desiderii Erasmi Roterodami Viri Incomperabilis Vita, & Epitaphia quaedam. Steelsius Antwerpen 1536.
- Omnia Opera Desiderii Erasmi Roterodami. Qvaecvnqve Ipse Avtor Pro Svis Agnovit, Novem Tomis Distincta […] Addito Indice cipoisissimo. Cum Praefatione Beati Rhenani Selestadiensis, uitam autoris describente […]. 8 Bände. Basel 1538–1540.
- P. Cornelii Taciti Eqvitis Romani Annalivm ab excessv Avgvsti, sicut ipse vocat, sive Historiæ Augustæ, qui vulgo receptus est titulus est, libri sedecim qui supersunt … Froben, Basel 1544.
- Beati Rhenani Selestadiensis, ad Imperatorem Caes. Carolum v. Pium, Felicem, Augustum, Epistola. Uitam Des. Erasmi Roterodami describens.Antwerpen 1540.
- Præfatio in Missam Chrysostomi à Leone Tusco, anno Domini 1070 versam. In: Missa Latina, Quæ Olim ante Romanam circa 700. Domini annum in usu fuit, bona fide ex vetusto authenticoque Codice descripta. Mylius, Straßburg 1557.
- Beati Rhenani Dissertatio epistolica de originibus Gothicis ad Bonifacium Amerbachium Ictum. Ppræmissa scriptoribus Historiæ Gothici. In: Konrad Peutinger: Sermones convivales de finibus Germaniae contra Gallos Ienae. Oerling, 1684.

### Ausgaben und Übersetzungen
- Klaus, Amlung (Bearb.): Beatus Rhenanus [zugeschrieben[29]]: Relatio ex Parnasso de vino Wizenhusano[Anm. 4] = Schriften des Werratalvereins Witzenhausen 25. Werratalverein, Witzenhausen 1994.
- Adalbert Horawitz, Karl Hartfelder (Hg.): Briefwechsel des Beatus Rhenanus. Olms, Hildesheim 1966. (Nachdruck der Ausgabe Leipzig 1886)
- Felix Mundt (Hg.): Beatus Rhenanus, Rerum Germanicarum libri tres (1531). Ausgabe, Übersetzung, Studien. Niemeyer, Tübingen 2008, ISBN 978-3-484-36627-5
- James Hirstein (Hg.): Epistulae Beati Rhenani. La Correspondance latine et grecque de Beatus Rhenanus de Sélestat, Brepols, Turnhout 2013 ff. (kritische Edition mit französischer Übersetzung und Kommentar)
  - Band 1: 1506–1517. 2013. ISBN 978-2-503-51358-4
- Otto Herding (Hg.): Jakob Wimpfeling, Beatus Rhenanus: Das Leben des Johannes Geiler von Kaysersberg. Fink, München 1970 (kritische Edition der Geiler-Vita des Beatus Rhenanus mit Einführung)

### Sekundärliteratur
- Bibliothèque humaniste de Sélestat: Cinquième centenaire de la naissance à Sélestat de Beatus Rhenanus. Exposition à la Bibliothèque humaniste de Sélestat. 2 mai–31 décembre 1985. Sélestat 1985.
- Benjamin Fendler: Bibliothèque Humaniste – Schatz der Renaissance. Bibliothèque Humaniste, Sélestatt [vor 2023]. Ohne ISBN
- Gerd von der Gönna: Beatus Rhenanus und die Editio princeps des Velleius Paterculus. In: Würzburger Jahrbücher für die Altertumswissenschaft N. F. Bd. 3 (1977), S. 231–242.
- Johannes Köhler: Beatus Rhenanus. In: Biographisch-Bibliographisches Kirchenlexikon (BBKL). Band 8, Bautz, Herzberg 1994, ISBN 3-88309-053-0, Sp. 137–142 (Artikel/Artikelanfang im Internet-Archive).
- Richard Newald: Beatus Rhenanus. In: Neue Deutsche Biographie (NDB). Band 1, Duncker & Humblot, Berlin 1953, ISBN 3-428-00182-6, S. 682 f. (Digitalisat).
- Ulrich Muhlack: Beatus Rhenanus (1485–1547). Vom Humanismus zur Philologie. In: Paul Gerhard Schmidt (Hg.): Humanismus im deutschen Südwesten. Biographische Profile. Thorbecke, Sigmaringen 2000, ISBN 3-7995-4166-7, S. 195–220
- Beat von Scarpatetti: Beatus Rhenanus, historien de la paix. In: Annuaire des Amis de la Bibliothèque humaniste de Sélestat. Bd. 35, 1985, S. 253–260